# 藤枝の大茶樹

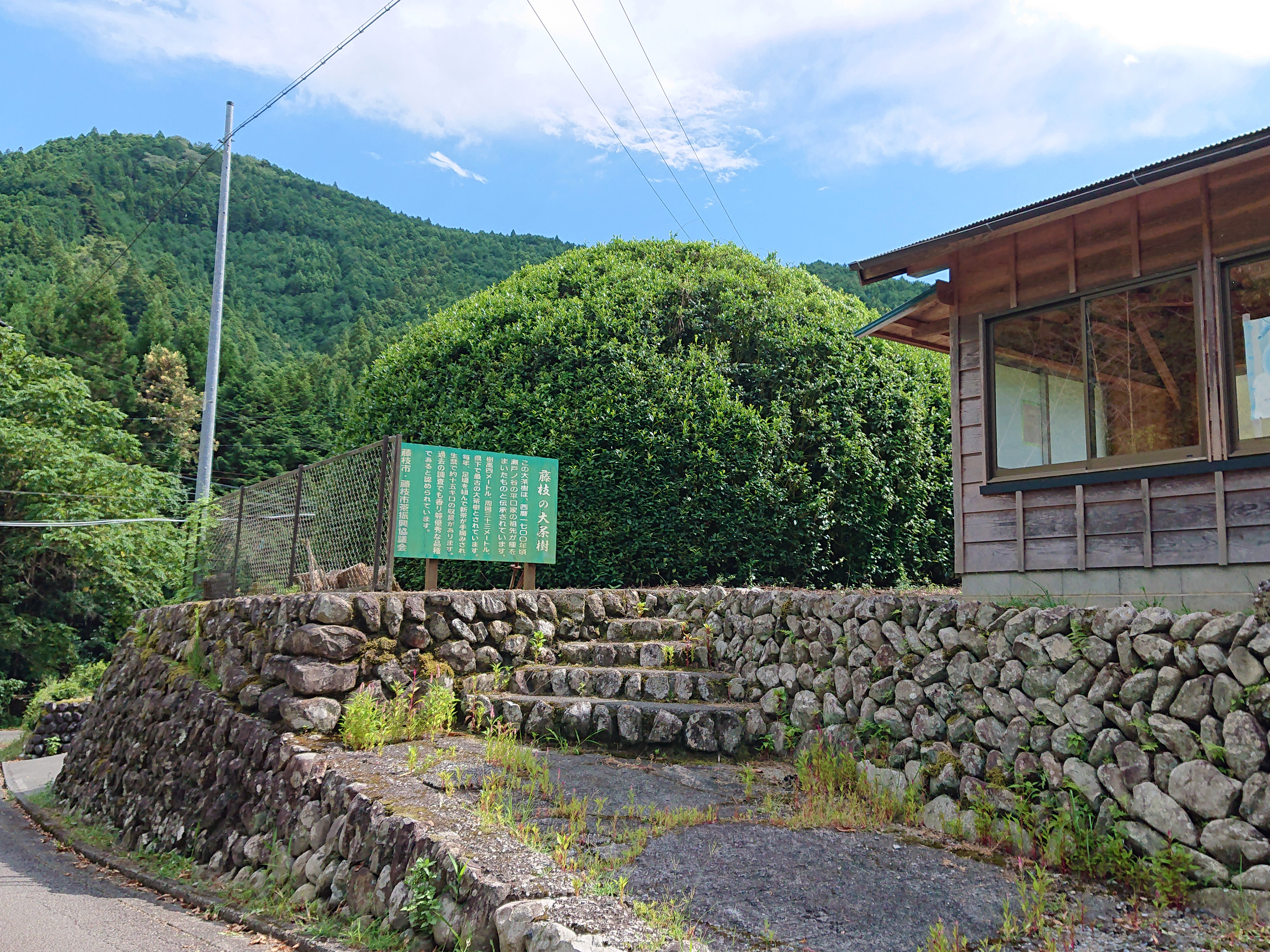
藤枝の大茶樹

藤枝の大茶樹（ふじえだのだいちゃじゅ）は、静岡県藤枝市瀬戸ノ谷10550（大久保集落）にある巨木。樹齢300年以上とされ、静岡県内最古のチャノキと言われている。

## 概要
藤枝市瀬戸ノ谷の蔵田集落の峠から大久保集落を抜けて島田市伊久美方面に下る大久保川の険しい谷の林道（静岡県道220号蔵田島田線）沿いに植えられている。300年以上前の西暦1700年（江戸時代の元禄13年）頃、所有者の平口家の祖先が植えたと伝えられ、栽培されたチャノキとしては極めて大きい高さ約4メートル、枝周りの長さ約33メートルという巨木に成長している。
現在も茶葉の収穫が可能で、周囲に足場を組んで毎年5月に平口家と「藤枝市茶手揉保存会」の人々により茶摘み（手摘み）が行われ、約15キログラムの生茶が収穫される。収穫された茶葉は縁起物の「長寿の香り」として市内の高齢者施設などに贈呈され、市外へのPR物品としても活用される。